# 永明寺 (羽生市)
永明寺（ようめいじ）は、埼玉県羽生市にある真言宗豊山派の寺院。

## 歴史
創建年代は不明であるが、1563年（永禄6年）に中興していることから、その頃までには既に存在していたものと推測される。一時期は「養命寺（ようめいじ）」だったこともあったという。

## 永明寺古墳
永明寺古墳（ようめいじこふん）は、埼玉県羽生市にある前方後円墳である。当寺境内（本堂裏）にあり、古墳の上に薬師堂と文殊堂が祀られている。6世紀前半に築造された。
伝説では、御諸別王の母を葬った墓といわれている。

## 文化財
- 銅造阿弥陀如来立像（埼玉県指定有形文化財 昭和30年11月1日指定）[4]
- 木造薬師如来坐像（埼玉県指定有形文化財 昭和33年3月20日指定）[4]
- 永明寺古墳（埼玉県指定史跡 平成27年3月13日指定）[5]
- 永明寺石造二王像（羽生市指定文化財 昭和56年6月29日指定）[6]
- 薬師尊の額（羽生市指定文化財 昭和60年8月1日指定）[6]
- 木造不動明王坐像（羽生市指定文化財 平成26年3月26日指定）[6]
- 木造大黒天立像 付厨子（羽生市指定文化財 平成30年2月20日指定）[6]
- 永明寺のイチョウ（羽生市指定天然記念物 昭和44年6月26日指定）[6]

## 交通アクセス
- 羽生ICより車10分。